# Catherine Rabett
Catherine Rabett, także Katie Rabett (ur. 20 lipca 1960 w Londynie) – brytyjska aktorka telewizyjna i teatralna, najszerzej znana z udziału w serialu Pan wzywał, milordzie?.

## Kariera
W telewizji zadebiutowała w 1981, kiedy to została członkinią stałej obsady programu satyrycznego The Kenny Everett Television Show. W latach 80. pojawiła się gościnnie w kilku serialach, m.in. komediodramacie Auf Wiedersehen, Pet, opowiadającym o brytyjskich emigrantach zarobkowych mieszkających w Niemczech. W 1987 zagrała w niewielkiej roli w piętnastym z filmów o Jamesie Bondzie, W obliczu śmierci, który był debiutem Timothy’ego Daltona w roli agenta 007.
W 1988 otrzymała swoją najbardziej popularną rolę, w serialu Pan wzywał, milordzie?, gdzie wcielała się w Cissy, wyzwoloną feministkę i lesbijkę, starszą z lordowskich córek. Grała w serialu aż do jego zamknięcia w 1993 roku. Ponadto w latach 90. wystąpiła też w serialu Bergerac oraz w ekranizacji powieści Agathy Cristie Boże Narodzenie Herkulesa Poirot, z Davidem Suchet w roli tytułowej.

## Życie prywatne
W młodości była związana uczuciowo z księciem Andrzejem, jednym z synów królowej Elżbiety II. Od 1986 jej mężem jest muzyk, kompozytor i tłumacz Kit Hesketh-Harvey. Mają dwoje dzieci.